# Покровский храм (Судак)
Свято-Покровский храм (подворье Кизилташского мужского монастыря святителя Стефана Сурожского), храм Покрова Пресвятой Богородицы в Судаке — православный храм в Судаке, Крым. Заложен в 1819 году на средства прихода и местных помещиков при содействии графа М. С. Воронцова, достраивался по проекту архитектора И. Ф. Колодина. Освящён в 1829 году. Является объектом культурного наследия (памятник архитектуры) местного значения.
Принадлежит Кизилташскому мужскому монастырю святителя Стефана Сурожского Феодосийской епархии. Настоятель храма на 2019 год — наместник Кизилташского мужского монастыря архимандрит Марк (Александров).

## История

### Проект и возведение

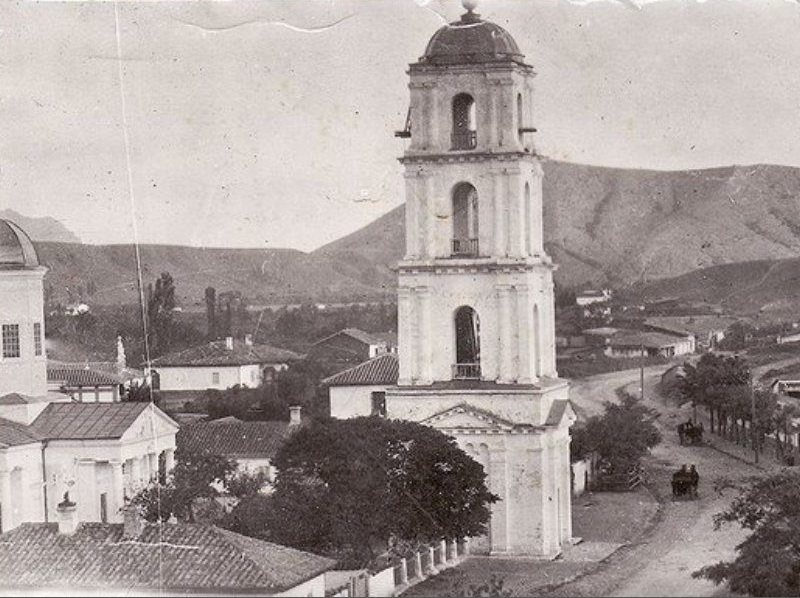
Свято-Покровский храм в Судаке (начало XX века). Колокольня на фото взорвана в 1926 году. Восстановленная в 2005 году современная колокольня выполнена по одному из ранних вариантов проекта архитектора И. Ф. Колодина

В 1817 году помещики Судакской долины ходатайствовали перед архиепископом Екатеринославским, Херсонским и Таврическим Иовом (Потёмкиным) о возведении новой церкви в Судаке. Первое письменное упоминание Покровского храма относится к 7 января 1819 года. В Феодосийский земский суд был подан план будущего храма и подряд на его возведение. Храм возводился исключительно на пожертвования прихожан, казённых средств не выделялось. Значительные пожертвования на возведение Покровского храма внесли такие деятели как подполковник И. Ф. Жмелев, граф И. П. Капнист, светлейший князь М. С. Воронцов, князь Д. В. Нарышкин, таврический губернатор А. И. Казначеев. Считалось, что церемония закладки Свято-Покровского храма состоялась 20 сентября 1819 года. Об этом гласила надпись на мраморной плите, вмурованной над входной дверью на западном фасаде храма:
```
 «
Во имя Покрова Пресвятыя Богородицы. Сооружен сей храм от воплощения Бога Слова в 1819 году, сентября 20 дня. Дому Твоему подобает святыня Господи в долготу дней. Придите и поклонимся, и припадем Ему и восплачемся пред Господом, сотворившем нас
». 
```

Эта плита в настоящее время не сохранилась. Однако официальные документы дают несколько иную дату. В рапорте протоиерея Василия Чернявского указано, что «1 октября 1819 года заложена по указу от Екатеринославской духовной консистории Покровская церковь в Судаке».
Свято-Покровский храм был закончен и освящён к 1829 году. К этому же времени относится и возведение колокольни, которая около десяти лет стояла недостроенной. В один из своих приездов в Судак граф М. С. Воронцов и выхлопотал из казны дополнительно 2000 рублей для завершения строительства. В 1840-х колокольня была достроена. Возвёл её мастер Яни Сандет, грек, который также строил и саму церковь. Часть имущества и иконостас были перенесены из храма святого Матфея. В 1835 иконостас был заменён на новый на пожертвования графа И. П. Капниста. Вследствие ошибок проекта каменного сводчатого купола храма в 1858—1859 годах стены его стали давать трещины, которые под влиянием дождей быстро увеличивались, что угрожало всему храму разрушением. В результате восьмерик был разобран, а храм закрыт на реконструкцию. Прихожанами был организован строительный комитет, в который вошли местный священник, церковный староста Э. Кутепов, фрейлина Мария Рудзевич, майор И. У. Паскевич, Н. Катакузино, Х. Лоренцов, которые собрали до 2000 рублей пожертвований. 5 марта 1861 храм был вновь освящён игуменом отцом Парфением.
Храм в Судаке неоднократно посещали представители российской императорской фамилии. В 1868 году здесь бывала императрица Мария Александровна с сыном, будущим императором Александром III, его супругой Марией Федоровной и сестрой Марией. В 1912 году император Николай II по дороге в винодельческое имение Новый Свет останавливался в Судаке и посетил храм. Сопровождавший его князь Л. С. Голицын обратил внимание царя на ветхость здания, которое ранее пострадало при землетрясении 29 сентября 1869 года, после чего государь выделил средства на его ремонт.

### Причт храма

Священномученик Иоанн Крымский (Блюмович), репрессирован в 1938 году, канонизирован в 2000 году

Первым священником храма стал отец Тарасий Дмитриевич Дмитриев, грек по происхождению, который служил настоятелем с 27 декабря 1819 года. После его кончины в 1847 году он был похоронен с северной стороны от алтаря. Из священников прихода следует упомянуть таких известных местных деятелей как священник Валентин Томкевич (был назначен 17 мая 1899 года). Он состоял действительным членом Одесского общества истории и древностей и Таврической ученой архивной комиссии. Его трудами было создано Покровское церковное братство в Судаке, открыта школа грамотности, преобразованная позднее в церковно-приходскую школу. Он был известен как историком-краеведом, дружил с князем Л. С. Голицыным. В 1891 году в Судак был назначен отец Иоанн Полканов, который был известен как талантливый проповедник, его педагогические способности неоднократно отмечались светскими и духовными властями множеством наград. С 1913 года настоятелем Свято-Покровского храма в трагические годы революции и красного террора в Крыму был священник Сергий Николаевич Зернов.
В последние перед закрытием годы в храме служил будущий священномученик отец Иоанн (Блюмович) (1888—1938). В 1935 году он переехал в Судак и служил в Свято-Покровском храме. Был ложно обвинён НКВД в шпионаже в пользу Польши и арестован в 1937 году, а позднее расстрелян 13 апреля 1938 года в Симферополе по обвинению в руководстве «фашистской шпионской группой, которая одновременно ведёт религиозную пропаганду».

### Закрытие храма
С первых лет советской власти приход подвергался различным преследованиям. В 1926 году была взорвана колокольня. В храме проходили службы до 1936 года, пока он не был закрыт властями, предполагалось построить на его месте Дом пионеров. Начало Великой Отечественной войны помешало исполниться этим планам, и на время немецко-румынской оккупации Крыма в 1942—1944 годах в соборе возобновились службы. После войны из-за отсутствия священника, а также по другим формальным причинам храм Покрова Пресвятой Богородицы был закрыт в 1962 году, когда вернулись к идее об открытии в его здании Дома пионеров. В 1980-е годы в помещении храма размещались ремонтные мастерские теле и радиоаппаратуры. Использование храма под светские нужды и без охранного статуса сказалось негативным образом на внешнем и внутреннем архитектурном образе здания: был разобран купол, полностью утрачен иконостас и вся церковная утварь, искажён вид апсиды, проделаны оконные проёмы на высоте второго яруса, нарушена перегородками изначальная планировка храма.

## Архитектура храма

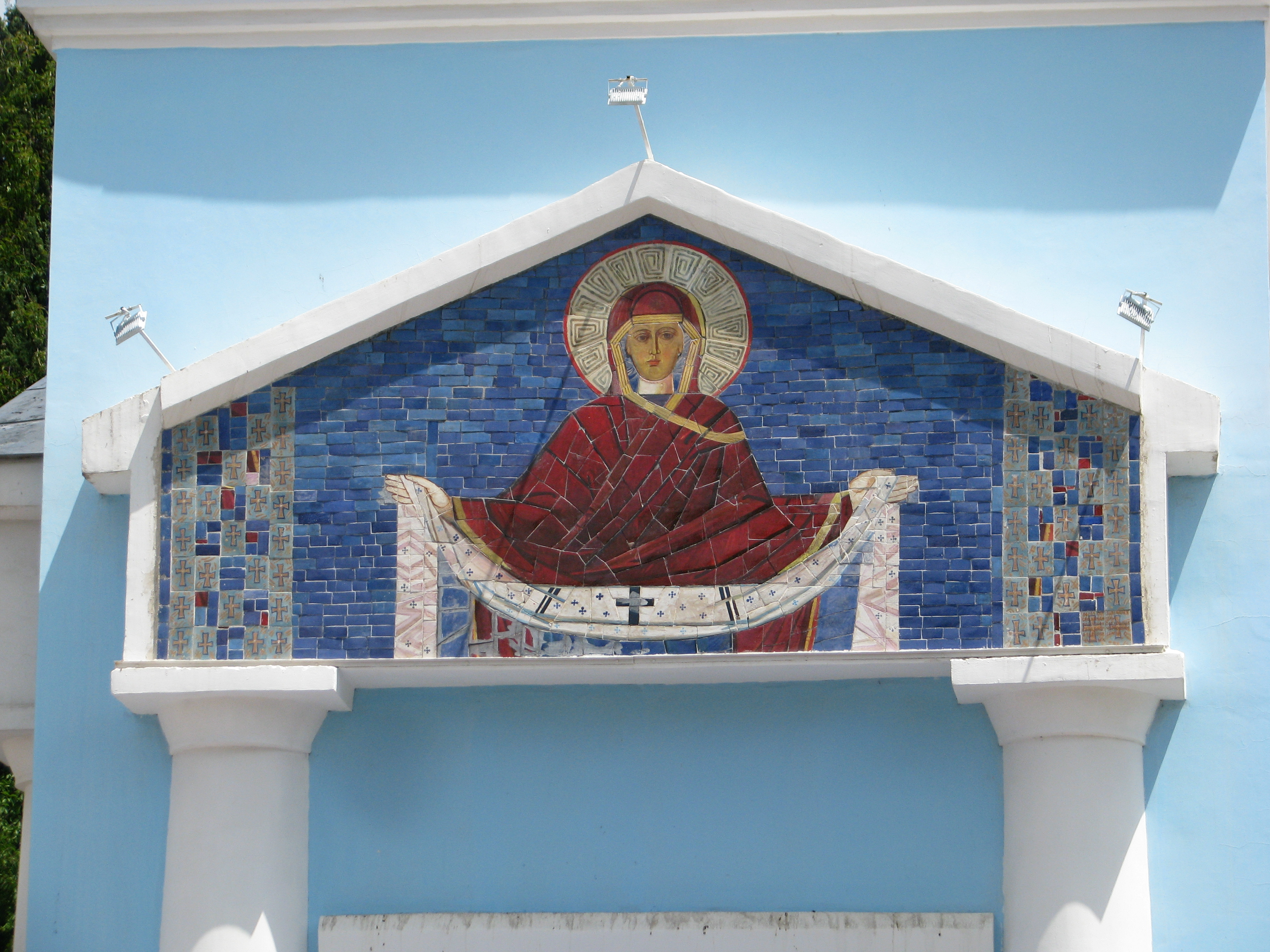
Мозаика Пресвятой Богородицы на фасаде колокольни Свято-Покровского храма в Судаке. Фото А. Трифонова, 2019

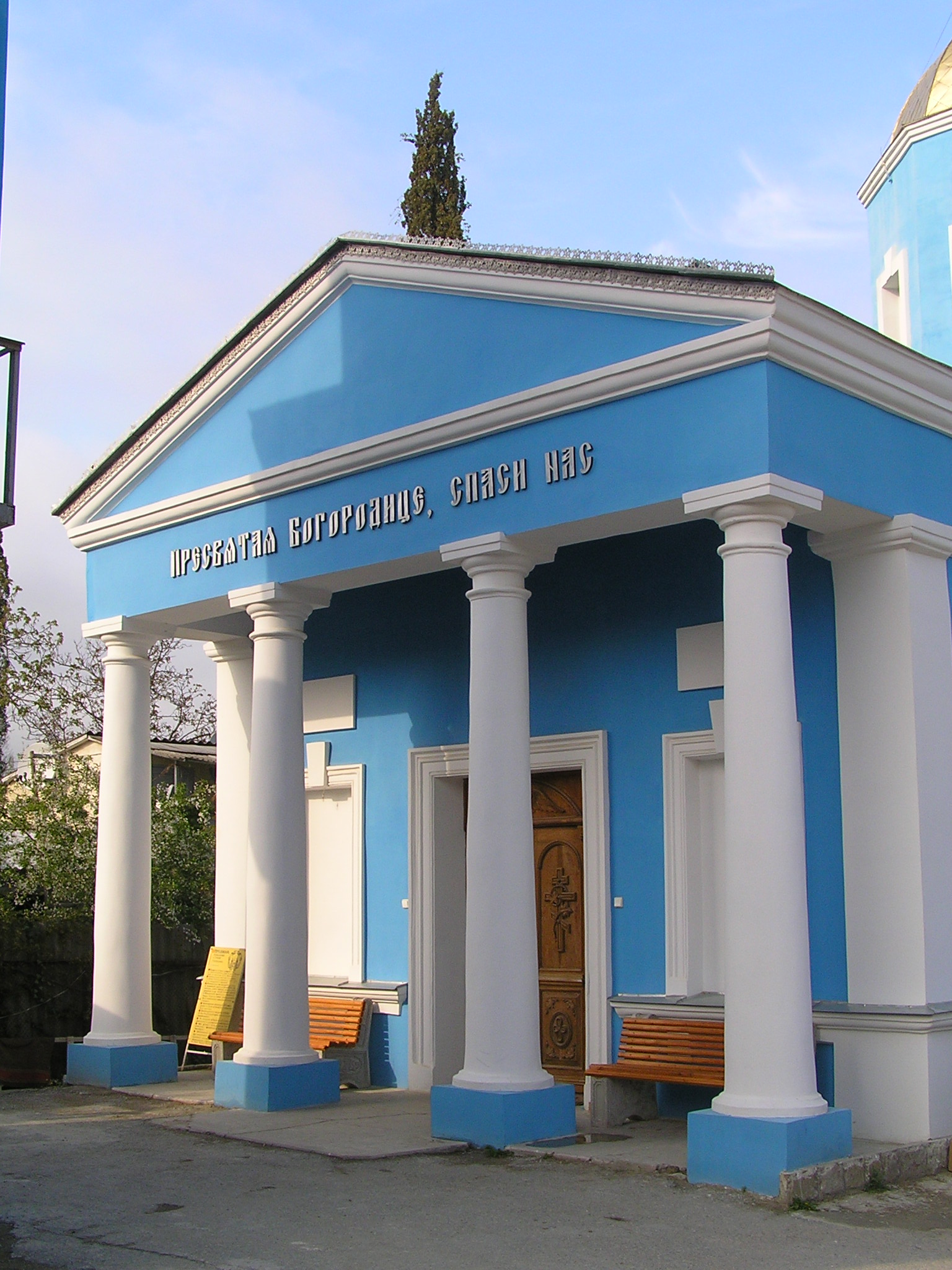
Портик западного фасада

В основании храм имеет форму равноконечного греческого креста, посредине, на высоком барабане восьмигранном в плане, возвышается большой полусферический купол. Четыре продольные части здания, примыкающие к середине храма, были перекрыты полукруглыми сводами, опиравшимися на вертикальные опоры. Каждый из фасадов оформлен четырёхколонными портиками в стиле классицизма. В июне 1829 года начали подготовку к возведению колокольни. Проект колокольни был разработан таврическим зодчим И. Ф. Колодиным. Судакскую звонницу было решено возводить четырёхъярусной, отдельно стоящей от здания храма. Начался сбор средств, значительный вклад внёс попечитель Покровской церкви подполковник И. Ф. Жмелев, более двух тысяч рублей ассигнациями собрали жители Судакской долины. После возведения первого яруса смета исчерпалась и строительство было заморожено более чем на десять лет. Собрать средства на достройку колокольни удалось лишь в 1841 году. Завершилось строительство колокольни высотой более 30 метров в начале 1843 года. В советское время она была разрушена и восстановлена в 2005—2006 годах.

## Современное состояние храма и церковная жизнь
Новая церковная жизнь храма Покрова Пресвятой Богородицы началась в 1990-е годы после его возвращения верующим усилиями митрополита Симферопольского и Крымского Лазаря. Благодаря трудам трагически погибшего настоятеля Свято-Покровского храма и наместника Кизилташской обители — игумена Никона (Демьянюка) (1943—2015), храм полностью расписали. Был выполнен новый резной иконостас. Открыта церковная библиотека и читальный зал, видеотека и видеозал, действует церковная лавка. В 1996 году художник И. Сахаров расписал интерьер церкви ликами крымских святых. В начале 2005 года начались работы по восстановлению колокольни по отвергнутому когда-то проекту архитектора И. Ф. Колодина.
По состоянию на 2019 год храм является подворьем Кизилташского мужского монастыря святителя Стефана Сурожского (находящегося в 15-ти километрах от Судака) Феодосийской и Керченской епархии Украинской православной церкви (Московский патриархат). Настоятелем храма является наместник Кизилташского мужского монастыря святителя Стефана Сурожского архимандрит Марк (Александров). Действует православный просветительский центр, где проводятся встречи и беседы со взрослыми, для детей работает воскресная школа. Работают кружки декоративно-прикладного искусства при храме.
Храм является одним из официальных мест православных паломничеств по Крыму.
Решением Крымского облисполкома от 22 мая 1979 № 284 и позднее постановлением № 627 от 20 декабря 2016 года, храм входит в список объектов культурного наследия регионального значения, расположенных на территории Республики Крым.